# European Assistance for Science and Technology
program EAST (ang. European Assistance for Science and Technology) Program Pomocy Europejskiej w Dziedzinie Nauki i Technologii - program Unii Europejskiej, którego nazwa jest akronimem od pełnej angielskiej nazwy programu. Zainicjowany przez Radę Europy w lipcu 1990 r. na wniosek Komisji Europejskiej z dziedziny nauki i technologii skierowany został jako program przedakcesyjny do krajów kandydujących z Europy Środkowo-Wschodniej.
Cele programu:
- wspieranie rozwoju naukowo-technicznego,
- zmiany struktury badań,
- doskonalenie procedur badawczych,
- stworzenie sieci uniwersytetów otwartych,
- stworzenie sieci otwartych laboratoriów,
- stworzenie sieci wspólnych centrów badań UE oraz państw Europy Środkowo-Wschodniej

Dzięki programowi EAST możliwe było finansowanie współpracy uniwersyteckiej oraz procedur poznawania norm przemysłowych UE. W ramach programu EAST organizowane były seminaria, spotkania i pokazy. Program został zakończony.